# أدفينلا قليلة النشاط الكيميائي الحيوي
أدفينلا قليلة النشاط الكيميائي الحيوي (الاسم العلمي: Advenella incenata) هي نوع من البكتيريا، سلبية الغرام، تتبع جنس الأدفينلا.